# SACE

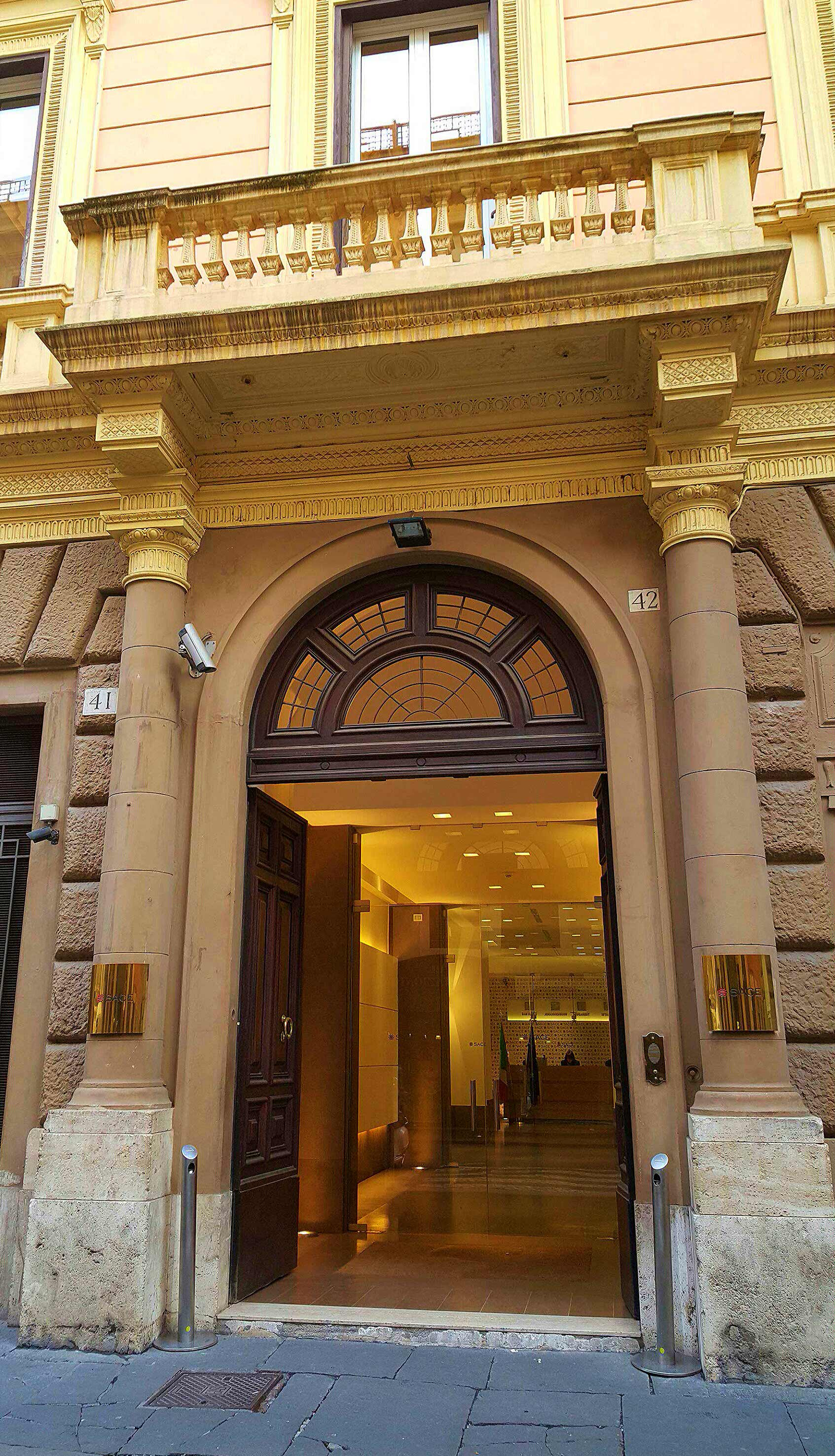
Ingresso della sede SACE a Roma nei pressi della Fontana di Trevi.

SACE è il Gruppo assicurativo-finanziario italiano, direttamente controllato dal Ministero dell’Economia e delle Finanze, specializzato nel sostegno alle imprese e al tessuto economico nazionale.
Fondato nel 1977, il Gruppo SACE opera con le imprese italiane che esportano e crescono nei mercati esteri, supportando, inoltre, il sistema bancario per facilitare l’accesso delle aziende al credito. È attivo nel sostenere la liquidità e gli investimenti per la competitività e la sostenibilità nell’ambito del Green New Deal italiano, a partire dal mercato domestico.
Il Gruppo assume in assicurazione e/o in riassicurazione i rischi a cui sono esposte le aziende italiane nelle loro transazioni internazionali e negli investimenti all'estero.
Insieme a tutte le società del Gruppo (SACE FCT nel factoring, SACE BT nei rami Credito, Cauzioni e Altri danni ai beni, SACE SRV nelle attività di data collection e di gestione del patrimonio informativo), SACE è al fianco di oltre 40.000 aziende, soprattutto PMI, supportandone la crescita in Italia e in più di 200 Paesi nel mondo.
In Italia opera con 14 sedi e 66 uffici. Nel mondo è attivo con 14 Uffici (Hong Kong, Mumbai, Shanghai, Il Cairo, Johannesburg, Dubai, Istanbul, Città del Messico, San Paolo, Ho Chi Minh, Belgrado, Riad, Bogotà, Singapore). Il portafoglio di operazioni assicurate e investimenti garantiti ammonta a 164 miliardi di euro.

## Storia

### Ente pubblico

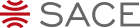
Logo in uso fino al 2017.

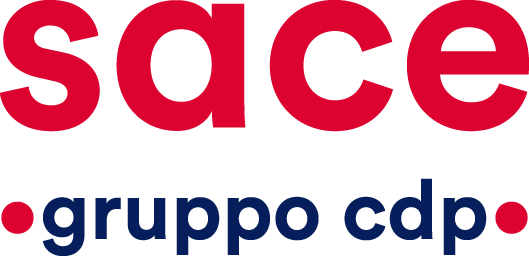
Logo in uso dal 2017 al 2019

Logo in uso dal 2019 al 2023

SACE viene istituita a Roma nel 1977 in seguito alla Legge 24 maggio 1977, n. 227, come Sezione speciale per l'Assicurazione del Credito all'Esportazione  dell'allora ente pubblico Istituto Nazionale Assicurazioni.
Con il Decreto Legislativo 143/1998 viene trasformata in Istituto per i Servizi Assicurativi del Commercio Estero, come ente con personalità giuridica di diritto pubblico, sotto la vigilanza del Ministero del tesoro, del bilancio e della programmazione economica.

### Società per azioni
Nel gennaio 2004 SACE viene costituita in società per azioni, controllata al 100% dal Ministero dell'economia e delle finanze ed entra nel mercato dell'assicurazione del credito a breve termine con la costituzione di SACE BT.
Nel 2005, il perimetro operativo e quello dei soggetti assicurabili si amplia: SACE BT acquisisce da “Smabtp”, società assicuratrice francese, il 70% di Assedile, società leader nel mercato delle cauzioni. È anche l'anno in cui SACE apre a Mosca il suo primo ufficio all'estero.
Nel 2006, l'attività di SACE si estende a nuove tipologie di operazioni, di interesse strategico per il sistema Italia, quali quelle nei settori delle energie rinnovabili, ambiente, innovazione tecnologica e infrastrutture. Viene inaugurato a Hong Kong il secondo ufficio all'estero.
Nel 2007, Viene costituita SACE Servizi, l'attuale SACE SRV, che cura le attività di acquisizione delle informazioni commerciali. Nel 2009, SACE Surety (nuovo nome attribuito alla ex Assedile) confluisce in SACE BT.
Nello stesso anno viene costituita ex novo SACE Fct, nuova società operante nel settore del factoring e iscritta nell'elenco generale degli Intermediari Finanziari. Nel 2010 agli uffici esteri di SACE si aggiungono Istanbul e Bucarest.

### Alla Cassa Depositi e Prestiti
Nel 2012, SACE rafforza la presenza internazionale con l'apertura di un ufficio di rappresentanza a Mumbai. SACE Fct viene iscritta nell'elenco speciale degli intermediari finanziari.
A novembre Cassa Depositi e Prestiti SPA acquisisce l'intero pacchetto azionario di SACE dal Ministero dell'Economia e delle Finanze, nell'ambito del piano di riorganizzazione e sviluppo delle partecipate del Ministero.
Nel 2014 SACE estende ulteriormente la propria rete internazionale nel continente americano con l'apertura di un ufficio a Città del Messico. Nel 2016 SIMEST viene conferita da Cassa Depositi e Prestiti a SACE, costituendo così il nuovo Polo dell'Export e dell'Internazionalizzazione delle imprese italiane.

### Covid, Green new deal e ritorno al MEF
Le misure del Governo messe in campo durante la pandemia Covid-19, in particolar modo il Decreto Liquidità e il Decreto Semplificazioni, hanno esteso la possibilità di intervento di SACE oltre il tradizionale supporto all’export e all’internazionalizzazione anche al sostegno agli investimenti delle imprese sul mercato domestico e le garanzie per i progetti green nell’attuazione del Green New Deal italiano.
Nel marzo 2022, con il "Decreto SACE", viene definito il riassetto del Gruppo SACE che ha visto il trasferimento da parte di SACE a Cassa depositi prestiti della partecipazione detenuta in SIMEST e il trasferimento da parte di CDP al Ministero dell'economia e delle finanze, della partecipazione detenuta in SACE, pari al 100 per cento del capitale sociale.

## Attività
SACE offre una gamma di strumenti per l'assicurazione del credito (inclusa l'assicurazione del credito all'esportazione), la protezione degli investimenti, l'erogazione di cauzioni, garanzie finanziarie e factoring.
L'assicurazione del credito è la riduzione o il trasferimento verso terzi dei rischi di insolvenza. L'assicurazione comprende, in senso economico-finanziario, anche la gestione e il finanziamento del credito.
Le altre società controllate, SACE BT (dove BT è abbreviazione di "breve termine"), SACE Fct e SACE SRV, competono rispettivamente nell'assicurazione dei crediti a breve termine, nel factoring e nel recupero dei crediti con numerose altre società, italiane ed estere.
A seguito dell'emergenza COVID-19, l'8 aprile 2020 SACE ha avviato il programma "Garanzia Italia" col quale assume il ruolo di soggetto statale di riferimento e di riassicurazione per gli istituti di credito aderenti all'ABI che prestano sostegno alle imprese. Il programma è rivolto alle imprese di qualsiasi dimensione e settore -comprese le partite IVA- purché aventi sede in Italia, che potranno presentare le proprie domande fino al 30 giugno 2022. SACE potrà complessivamente coprire con la garanzia statale un ammontare pari a 200 miliardi di euro.
Con il DL Semplificazioni di luglio 2020, Il Governo ha identificato SACE come attuatore del Green New Deal italiano attraverso un nuovo programma di coperture beneficianti della garanzia della Repubblica Italiana.

## Partecipazioni
- SACE detiene al 100% SACE BT S.p.A. e SACE Fct S.p.A.
- SACE BT S.p.A. detiene al 100% SACE SRV s.r.l.

## Bilanci
| Anno | Premi lordi (M€) | Utile (M€) | Sinistri liquidati (M€) | Patrimonio netto (miliardi €) | Altro                                             | Note   |
| ---- | ---------------- | ---------- | ----------------------- | ----------------------------- | ------------------------------------------------- | ------ |
| 2008 | 382              | 348,9      |                         | 5,9                           | Crediti € 27,5 miliardi - Impegni € 46,5 miliardi | [ 17 ] |
| 2009 | 430              | 459,9      |                         | 6,3                           | Crediti € 33,6 miliardi - Impegni € 48,9 miliardi | [ 18 ] |
| 2010 | 532,8            | 409,8      | 181,5                   | 6,3                           |                                                   | [ 19 ] |
| 2011 | 442,3            | 139,5      | 112,5                   | 6,2                           |                                                   | [ 20 ] |
| 2012 | 380,1            | 167,9      | 264,9                   | 6,2                           |                                                   | [ 21 ] |
| 2013 | 398,7            | 345        | 401,9                   | 5,3                           |                                                   | [ 22 ] |
| 2014 | 390              | 471        | 378                     | 5,5                           |                                                   | [ 23 ] |
| 2015 | 560              | 310        | 285                     | 4,8                           |                                                   | [ 23 ] |
| 2016 | 601              | 482        | 344                     | 5,3                           |                                                   |        |
| 2017 | 873              | 456        | 276,7                   | 5,6                           |                                                   |        |
| 2018 | 815              | 129        | 247,9                   | 5,6                           |                                                   |        |
| 2019 | 653              | 103        | 251                     | 5,6                           |                                                   |        |
| 2020 | 736,9            | 79,7       | 163,6                   | 4,7                           |                                                   |        |
| 2021 | 439              | 105,6      | 88,9                    | 5,2                           |                                                   |        |

## Vertici aziendali
Cronologia dei vertici aziendali SACE.
| Periodo          | Carica e nome                                                                                               | Note          |
| ---------------- | --- | ------------- |
| 2022 - in carica | - Presidente: Filippo Giansante - Amministratore delegato e Direttore generale: Alessandra Ricci            |               |
| 2019 - 2022      | - Presidente: Rodolfo Errore (in carica fino al 19/01/2022) - Amministratore delegato: Pierfrancesco Latini |               |
| 2016 - 2019      | - Presidente: Beniamino Quintieri - Amministratore delegato e Direttore generale: Alessandro Decio          |               |
| 2010 - 2016      | - Presidente: Giovanni Castellaneta - Amministratore delegato: Alessandro Castellano                        | [ 25 ] [ 26 ] |
| 2007 - 2009      | - Presidente: Ignazio Angeloni - Amministratore delegato: Alessandro Castellano                             | [ 27 ] [ 28 ] |
| 2004 - 2006      | - Presidente: Lorenzo Bini Smaghi - Amministratore delegato: Giorgio Tellini                                | [ 29 ] [ 30 ] |
| 2001 - 2003      | - Presidente: Lorenzo Bini Smaghi - Direttore generale: Giorgio Tellini                                     |               |
| 1998 - 2001      | - Presidente: Mario Draghi - Direttore generale: Mario Mauro (1998-1999) poi Giorgio Tellini                | [ 31 ] [ 32 ] |